# Atentados de Christchurch de 2019
Los atentados de Christchurch de 2019 fueron dos ataques terroristas que consistieron en dos tiroteos masivos consecutivos que se produjeron en mezquitas en Christchurch, Nueva Zelanda, durante la oración del viernes del 15 de marzo de 2019. El ataque, llevado a cabo por un solo hombre armado que entró en ambas mezquitas, comenzó en la mezquita Al Noor, en el suburbio de Riccarton, a las 13:40 horas, y continuó en el Centro Islámico Linwood a las 13:52 horas. Mató a 51 personas e hirió a 40.
Brenton Harrison Tarrant, un hombre de 28 años de la ciudad de Grafton, Nueva Gales del Sur (Australia), fue detenido poco después. Los medios de comunicación lo describen como un supremacista blanco  y parte de la alt-right. Había retransmitido en directo el primer tiroteo en Facebook y, antes del ataque, había publicado un manifiesto en línea; tanto el vídeo como el manifiesto fueron prohibidos posteriormente en Nueva Zelanda y Australia. Tras la investigación policial, se le acusó de 51 asesinatos, 40 intentos de asesinato y de participar en un acto terrorista. Inicialmente se declaró inocente de todos los cargos, y se esperó que el juicio comenzase el 2 de junio de 2020, aunque en verdad empezó el 24 de agosto. El 26 de marzo de 2020, cambió su declaración a culpable de todos los cargos. Fue condenado a cadena perpetua sin posibilidad de libertad condicional el 27 de agosto de 2020. Fue la primera vez que se dictó una sentencia de cadena perpetua sin libertad condicional en Nueva Zelanda.
El atentado se relacionó con el aumento de la supremacía blanca y el extremismo de la alt-right a nivel mundial observado desde aproximadamente 2015. Políticos y líderes mundiales lo condenaron, y la primera ministra Jacinda Ardern lo describió como «uno de los días más oscuros de Nueva Zelanda». El gobierno creó una comisión de investigación sobre sus organismos de seguridad a raíz de los tiroteos, que fueron los más mortíferos de la historia moderna de Nueva Zelanda y los peores cometidos por un ciudadano australiano. La comisión presentó su informe al gobierno el 26 de noviembre de 2020, cuyos detalles se hicieron públicos el 7 de diciembre.

## Atentados

### Tiroteo en la mezquita Al Noor
A las 13:40 (UTC +12:00, hora local), el tirador llegó en su automóvil, aparcó y entró en la mezquita Al Noor equipado con un arma semiautomática, casco provisto de cámara, gafas y chaqueta militar. Fue recibido por un grupo de fieles quienes le saludaron y recibieron e inmediatamente después, comenzó a disparar contra los presentes, dejando 42 muertos.
Según el vídeo que el mismo atacante transmitió en directo a través de las redes sociales, el hombre armado pasó varios minutos dentro de la mezquita, disparando indiscriminadamente a los asistentes, incluidas las víctimas que yacían heridas en el suelo. En el interior de la mezquita, el pistolero encontró la oposición de uno de los asistentes quien no pudo evitar la masacre y fue asesinado en el acto. Luego abandonó la mezquita y disparó a la gente que estaba afuera. Después de volver a su vehículo para hacerse con otra arma, regresó a la mezquita donde continuó disparando contra quienes no habían podido huir, de los cuales muchos ya estaban heridos. Finalmente, el pistolero salió de la mezquita por segunda vez y mató a una mujer antes de regresar a su vehículo y huir de la escena.

### Tiroteo en la mezquita Linwood
Poco después del primer tiroteo, a las 13:55 h. aproximadamente, se sucedía el segundo ataque en la mezquita de Linwood, a unos cinco kilómetros de la mezquita Al Noor, con siete víctimas mortales. Posteriormente, una persona más falleció mientras era trasladada al hospital.
Un hombre llamado Abdul Aziz Wahabzadah, que asistía a la oración, consiguió ahuyentar al tirador enfrentándose a él. En un primer momento, usó un datáfono como si de un arma se tratase, mientras le perseguía, por lo que el atacante tuvo que abandonar el edificio para obtener otra arma de su vehículo. Posteriormente, usó una escopeta que el tirador había abandonado en el suelo. Pese a estar descargada, consiguió hacer que el tirador, armado ahora con una pistola, la dejase caer al suelo y huyera hacia su coche. Abdul continuó persiguiéndole con la escopeta provocando que el tirador se alejara del lugar en su vehículo. Finalmente, el atacante fue detenido poco después por dos agentes de policía.

### Coches bomba
Dos artefactos explosivos improvisados fueron encontrados adheridos a dos vehículos en los alrededores de las mezquitas atacadas. Elementos de las Fuerzas de Defensa de Nueva Zelanda lograron desactivar ambos artefactos sin dejar víctimas ni daños.

## Sospechosos
La policía neozelandesa detuvo a cuatro personas (tres hombres y una mujer), de las cuales una quedó inmediatamente en libertad al no estar involucrada en el atentado. Otros dos detenidos fueron acusados de tenencia de armas, aunque no relacionado al ataque, y dejados en libertad. El último detenido fue acusado de asesinato. Según la policía, el atentado estuvo bien planeado y no fue improvisado.
El detenido acusado de asesinato es Brenton Tarrant, un australiano de 28 años del estado de Nueva Gales del Sur vinculado a la extrema derecha, que ha sido identificado como el autor del vídeo por la policía australiana.

## Víctimas
| País de origen | Muertos |
| -------------- | ------- |
| Nueva Zelanda  | 28      |
| Pakistán       | 8       |
| Egipto         | 4       |
| India          | 4       |
| Jordania       | 4       |
| Bangladés      | 3       |
| Fiyi           | 3       |
| Indonesia      | 1       |
| Irak           | 1       |
| Malasia        | 1       |
| Mauricio       | 1       |
| Palestina      | 1       |
| Turquía        | 1       |

## Manifiesto
Tarrant plasmó sus creencias en un manifiesto de 74 páginas titulado «El gran reemplazo», en referencia a la teoría de la conspiración del genocidio blanco y a su variante francesa, le grand remplacement. Publicó el manifiesto en el tablón de imágenes 8chan inmediatamente antes del atentado. En el manifiesto, dijo que había estado planificando un atentado desde dos años antes y que escogió la localidad de Christchurch con tres meses de antelación. Declaró que había sido «comunista», «anarquista» y «libertario», pero que pasó a adoptar ideas racistas y se convirtió en un ecofascista preocupado por el calentamiento global. Aunque rechazó la etiqueta del nazismo, la revista The American Conservative comenta que su ideología política encaja con el nacionalsocialismo. La revista conservadora añade que Tarrant rechaza el capitalismo, y que aparentemente solo considera el cristianismo como elemento unificador de Europa, frente a la degradación moral que atribuye a Occidente. El manifiesto incluye referencias a figuras prominentes de la derecha y memes de Internet.
En las armas y los cargadores empleados estaban escritos en blanco los nombres de acontecimientos históricos y personas mitificados por la extrema derecha y alusiones a guerras y batallas entre cristianos europeos y musulmanes, así como nombres de víctimas de atentados islamistas recientes y de agresores de extrema derecha como Josué Estébanez, el autor del asesinato de Carlos Palomino en el metro de Madrid en 2007, y Luca Traini. También figuraban alusiones a la batalla de Poitiers (732), el sitio de Acre (1189-1191), el gran sitio de Malta, la batalla de Lepanto (1571), la Batalla de Viena (1683), la Batalla de Kagul (1770), la batalla de Ivankovac (1805), la batalla del paso de Shipka (1877-1878), la batalla de Bulair (1913), el escándalo de explotación sexual infantil de Rotherham (2010), el Pacto Mundial sobre Migración (2018), Carlos Martel, Segismundo de Luxemburgo, Feliks Kazimierz Potocki, Marcantonio Colonna, Sebastiano Venier, Alexandre Bissonnette, Lazar Hrebeljanović, Dimitri Siniavin, Miloš Obilić, Juan Hunyadi, Miguel Szilágyi, Șerban Cantacuzino, Marco Antonio Bragadin, Ștefan cel Mare, Skanderbeg, Bajo Pivljanin, Novak Vujošević, Edward Codrington, Marko Miljanov Popović, Ernst Rüdiger von Starhemberg, David Soslan, David IV de Georgia, Stefan Lazarević, Constantino II de Bulgaria, Bohemundo I de Antioquía, Gastón IV de Bearne, Pelayo, Iosif Gurko, las «catorce palabras» y el término «turkófagos» (cometurcos), utilizado por los griegos durante la guerra de independencia de Grecia. En una de las armas se podía ver la expresión antimusulmana «Remove kebab», un eslogan proveniente de Serbia que se expandió globalmente y se usa en círculos supremacistas blancos. Además de textos en alfabeto latino, las armas contenían textos en los alfabetos cirílico, armenio y georgiano.  También llevaba en su mochila un parche con un sol negro y dos chapas de identificación, una con una cruz celta y otra con una esvástica eslava.

### Personas y países mencionados por Tarrant
Justo antes de llevar a cabo los ataques, Tarrant pidió a su audiencia que se suscribiera al canal de YouTuber PewDiePie a la luz de su rivalidad en curso con el canal indio T-Series. PewDiePie, cuyo nombre real es Felix Kjellberg, ha sido acusado de utilizar contenido de extrema derecha en sus vídeos. Kjellberg tuiteó sus condolencias como reacción, diciendo que «se sentía absolutamente asqueado» de ser mencionado por Tarrant. Felix pidió más tarde que se suspendiera el movimiento «suscribirse a PewDiePie», citando los ataques: «Que mi nombre esté asociado con algo tan indescriptiblemente vil me ha afectado en más formas de las que he dejado mostrar».
Durante los ataques, Tarrant tocó la canción «Fire!» de The Crazy World of Arthur Brown. En una publicación de Facebook, el cantante Arthur Brown expresó «horror y tristeza» por el uso de su canción durante los ataques, y canceló una aparición planificada en la tienda de Waterloo Records poco después de los tiroteos por respeto a las víctimas.
En China, los usuarios de Internet expresaron indignación y enojo por el tirador y elogiaron al gobierno de su país.

## Consecuencias
El nivel de alerta fue elevado al máximo por las autoridades de Nueva Zelanda y se ordenó el cierre de todas las mezquitas en todo el país, de colegios y edificios públicos en Christchurch, la ciudad donde ocurrió el suceso.
El 10 de abril fue aprobada por el Parlamento una modificación del Acta de Armas de Nueva Zelanda, prohibiéndose la posesión y venta de armas semiautomáticas y sus piezas.

## Reacciones

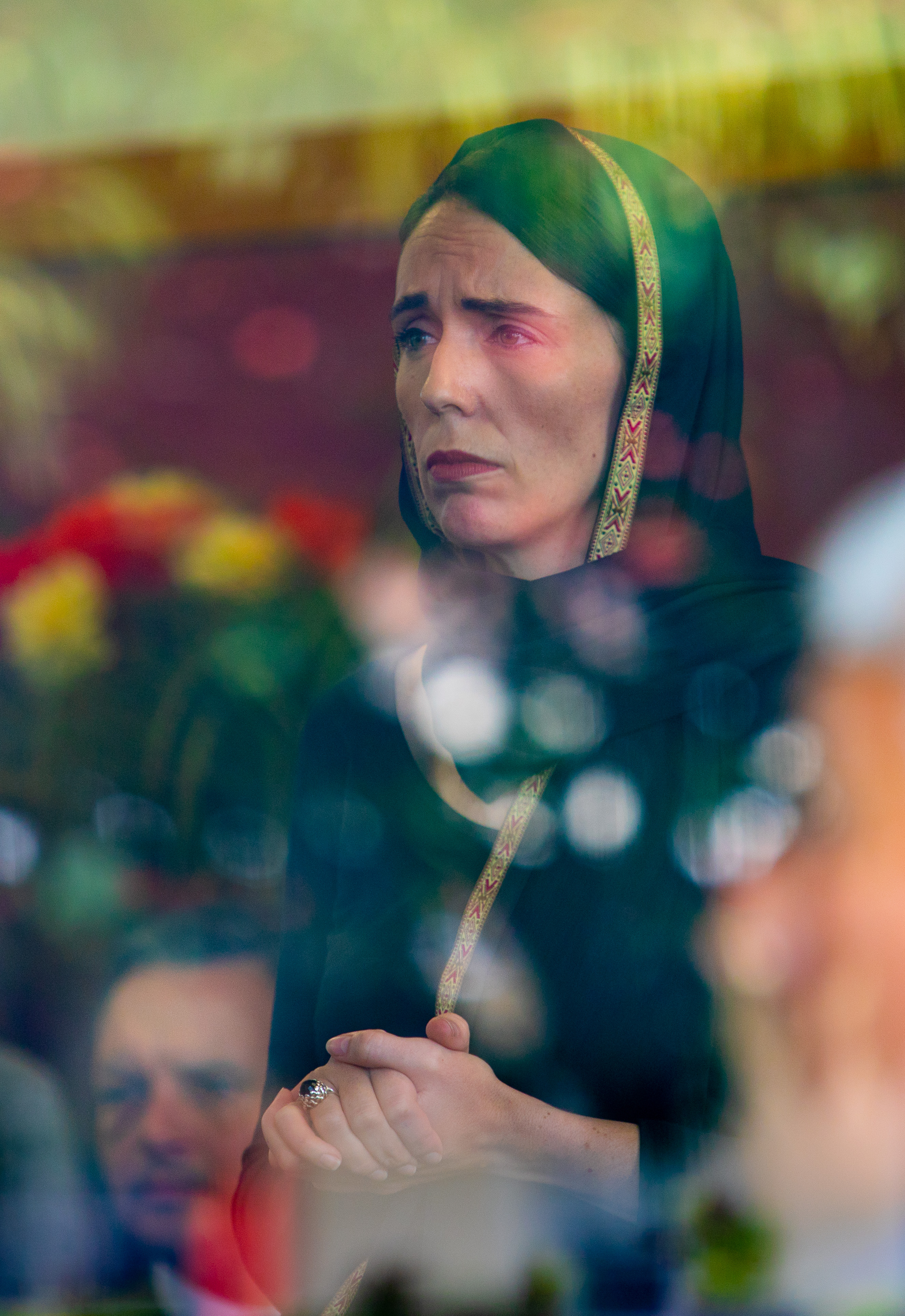
La primera ministra neozelandesa Jacinda Ardern visita a miembros de la comunidad musulmana en el Centro Comunitario de Phillipstown el día después de los ataques.

El primer ministro de Australia, Scott Morrison, condenó los atentados, vinculándolos con la extrema derecha. La alcaldesa de Christchurch, Lianne Dalziel, dijo que nunca pensó que «algo como esto» pudiera suceder en Nueva Zelanda, y que «todo el mundo está sorprendido».

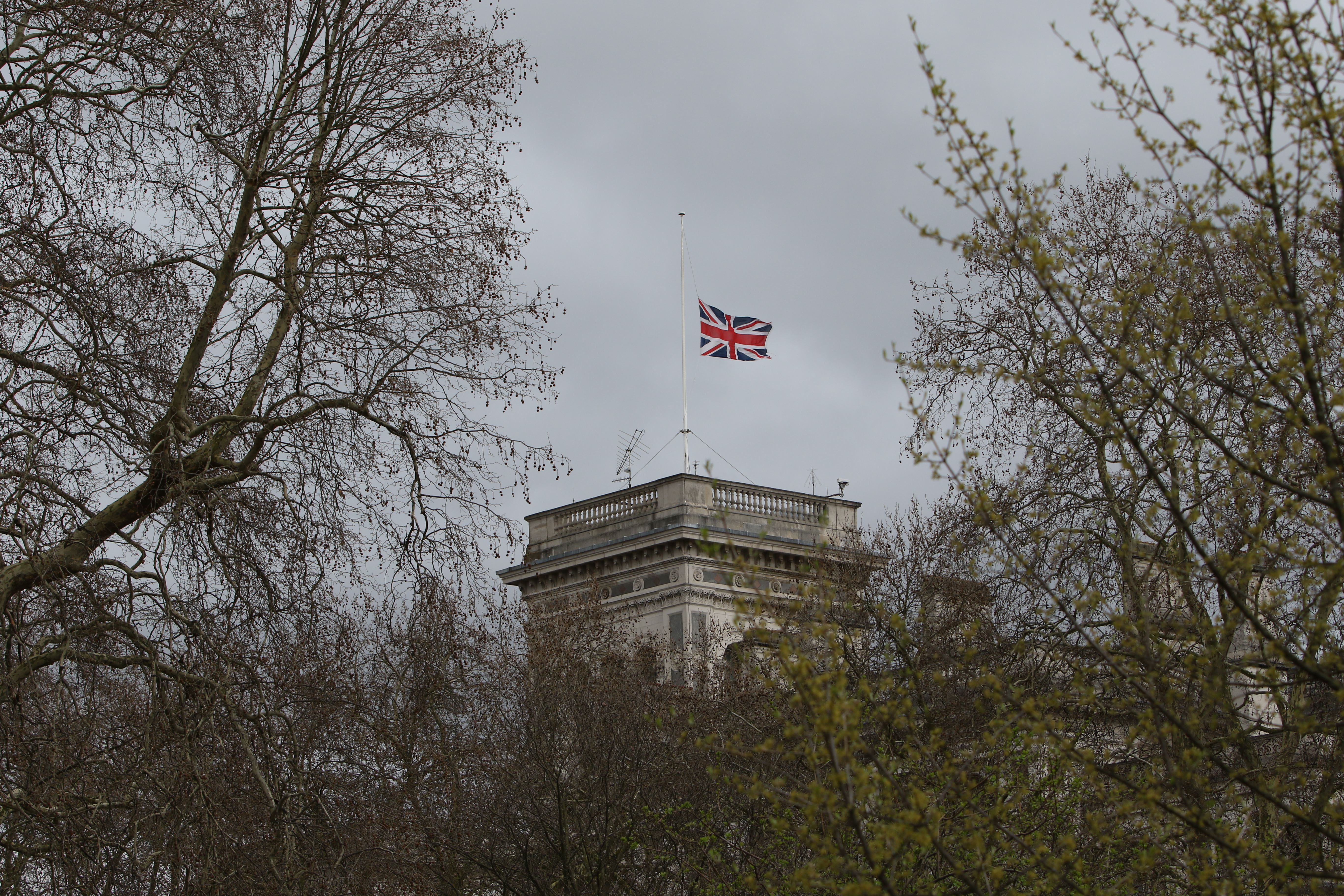
Bandera del Reino Unido a media asta en solidaridad con las víctimas de Nueva Zelanda.

Líderes de todo el mundo se solidarizaron con Nueva Zelanda y rechazaron el atentado.
YouTube procedió a eliminar todos los vídeos con la canción «Remove Kebab», una canción usada por soldados serbios durante la guerra de Bosnia en la que se hace referencia al líder nacionalista serbio Radovan Karadžić, condenado por genocidio y crímenes de guerra, y que se puede escuchar de fondo en los vídeos que el atacante compartió en directo en las redes sociales antes y durante el tiroteo. Sin embargo, algunos usuarios de la plataforma continúan compartiendo la canción.
Más de 1000 estudiantes de distintas religiones y escuelas de Christchurch se reunieron para realizar un haka, la tradicional danza maorí.